# Gravity Happens
Gravity Happens är det tredje studioalbumet av Kate Voegele, som släpptes den 17 maj 2011 på MySpace Records i USA. Albumet debuterade på plats 56 på Billboards albumlista.

## Låtlista
1. "Say You're Mine" - 3:23
2. "Hundred Million Dollar Soul" - 4:08
3. "Enough for Always" - 3:46
4. "Sunshine in My Sky" - 3:42
5. "Heart in Chains" - 3:36
6. "Sandcastles" - 4:37
7. "Burning the Harbor" - 4:41
8. "Impatient Girl" - 3:19
9. "Beg You to Fall" - 3:38
10. "Enjoy the Ride" - 3:24
11. "Gravity Happens" - 4:22